# Мазанцева Ольга Василівна
Ольга Василівна Мазанцева — передовик сільгоспвиробництва, доярка радгоспу «Новоізборський» Печорського району Псковської області, громадський діяч. Герой Соціалістичної Праці (1986).

## Біографія
Ольга Василівна народилася 24 липня 1931 року в селі Лесицько Печорського повіту, переданого у відповідності з Тартуським мирним договором першій Естонській Республіці (нині — на території Печорського району Псковської області Росії). Після приходу на ці землі радянської влади місцевому населенню була нав'язана колективізація — нажите Мазанцевими добро було вилучено, залишилися лише одна корова і невелика ділянка землі біля будинку. Бажаючи дочці кращої долі, батьки відправили Ольгу в Таллінн до тітки. Тут дівчина закінчила школу і влаштувалася ученицею майстра елітного швейного ательє мод.
Незважаючи на те, що Ользі подобалася робота кравчині, міський уклад їй був не до вподоби. Після п'яти років проживання в Таллінні дівчина повернулася в село, де незабаром у клубі познайомилася з місцевим техніком і вийшла за нього заміж. Згодом у подружжя народилося двоє синів. Поселившись у Луках, Ольга вдома почала приймати замовлення на шиття або ремонт одягу, проте така робота в селі не вважалася серйозним заняттям, і в 1956 році вона влаштувалася в колгосп «Новоізборський» дояркою.
Рік від року набираючись досвіду, Ольга Василівна досягла високої майстерності в своїй професії і стала займати призові місця в районних, так і обласних змаганнях працівників ферм. У 1965 році колгосп реорганізовано в радгосп — на ферму прийшла механізація у вигляді автоматичного доїння і транспортера для прибирання гною; послідувало і збільшення надоїв молока. Мазанцева одна з перших на Псковщині підтримала почин естонської доярки Лейди Пейпс і вже в 1970-і домоглася постійних валових надоїв, що перевищують одну тонну молока, або по чотири тисячі літрів у середньому від однієї корови. За високі результати за підсумками сьомої п'ятирічки Ольга Василівна нагороджена орденом «Знак Пошани», а за восьму та десяту п'ятирічки — орденами Леніна.
У 1981 році Мазанцева надоїла по 4996 кг молока в середньому від однієї з 30 закріплених за нею корів, у 1982  році перевищила показник в 5000 кг, а найвищих результатів досягла в 1985 році — середній надій склав 5055 кг. Як підсумок, завдання одинадцятої п'ятирічки Ольга Василівна виконала за 3 роки і 9 місяців, надоївши понад план 156 тонн.
Указом Президії Верховної Ради СРСР від 29 серпня 1986 року «за видатні виробничі досягнення, успішне виконання завдань одинадцятої п'ятирічки і соціалістичних зобов'язань і виявлену трудову доблесть» Мазанцевій Ользі Василівні присвоєно звання Героя Соціалістичної Праці з врученням ордена Леніна і золотої медалі «Серп і Молот». Таким чином, Ольга Василівна стала останнім Героєм Соцпраці на Псковщині і єдиним жителем області, нагородженим трьома орденами Леніна.
Виконувала також громадську й політичну роботу. Обиралася делегатом XXVI з'їзду КПРС, депутатом Псковської обласної, Печорської районної і сільської рад депутатів.